# Bágyon
Bágyon (románul Bădeni, németül Bogendorf) falu Romániában Kolozs megyében.

## Fekvése
A falu Tordától 10 km-re délre a Keresztesmező nyugati felében a Bágyoni-patak mellett települt.

## Nevének eredete
Thúry József szerint a név avar-székely személynév; ezt az állítást azonban Sebestyén Gyula vitatta és a helynevet a szláv bagno azaz mocsár szóból származtatja.
Orbán Balázs véleménye az, hogy a névből az udvarhelyszéki Bágy lakosainak áttelepülésére lehet következtetni.

## Története
1291-ben Bagum néven említik először. 1332 és 1335 a pápai tizedjegyzékben négyszer szerepel, Bakun, Bagin és Bagun névváltozatokkal. 1786-ban a település a székely huszárezredhez tartozott. Aranyosszék 1651-től 1848-ig huszonhatszor itt tartotta közgyűléseit, csak 1849 után lett a székhelye Felvinc. A trianoni békeszerződésig Torda-Aranyos vármegye Torockói járásához tartozott.
A bágyoni református szórvány-egyházközség 1996-ban öregek otthonát épített, amely 1999 decembere óta működik; 2004-ben új, 25 férőhelyes épülettel bővült.

## Lakossága
Lakói még Dávid Ferenc idejében tértek át az unitárius vallásra, azt követően mindig népes unitárius eklézsiája volt.1910-ben 1418 lakosából 1154 magyar, 271 román volt. 1992-ben 755-en lakták. 2002-ben 725 lakosa volt, amelyből 467 magyar, 258 román.

## Híres emberek
- A falu unitárius lelkészei közül kénosi Tőzsér János, uzoni Fosztó István és Kozma Mihály történetírói munkásságukról is ismeretesek.[3]
- Itt született 1865. november 1-én Gspann Károly orvos, egészségügyi szakíró.
- Itt született 1871. október 21-én Pálfy Móric geológus, a Magyar Földtani Társulat elnöke,  a Magyar Tudományos Akadémia levelező tagja.
- Itt született 1941. június 10-én Bágyoni Szabó István költő, prózaíró.
- Néhány évig itt nevelkedett Törökné Boncza Berta és Boncza Miklós, Csinszka nagyanyja és apja.

## Látnivalók
- Unitárius temploma középkori eredetű, 1595-ben megújították, 1746-ban újjáépítették. Egykor védőfal övezte. Tornya 1673-ban, hajója 1803-ban épült.[4]

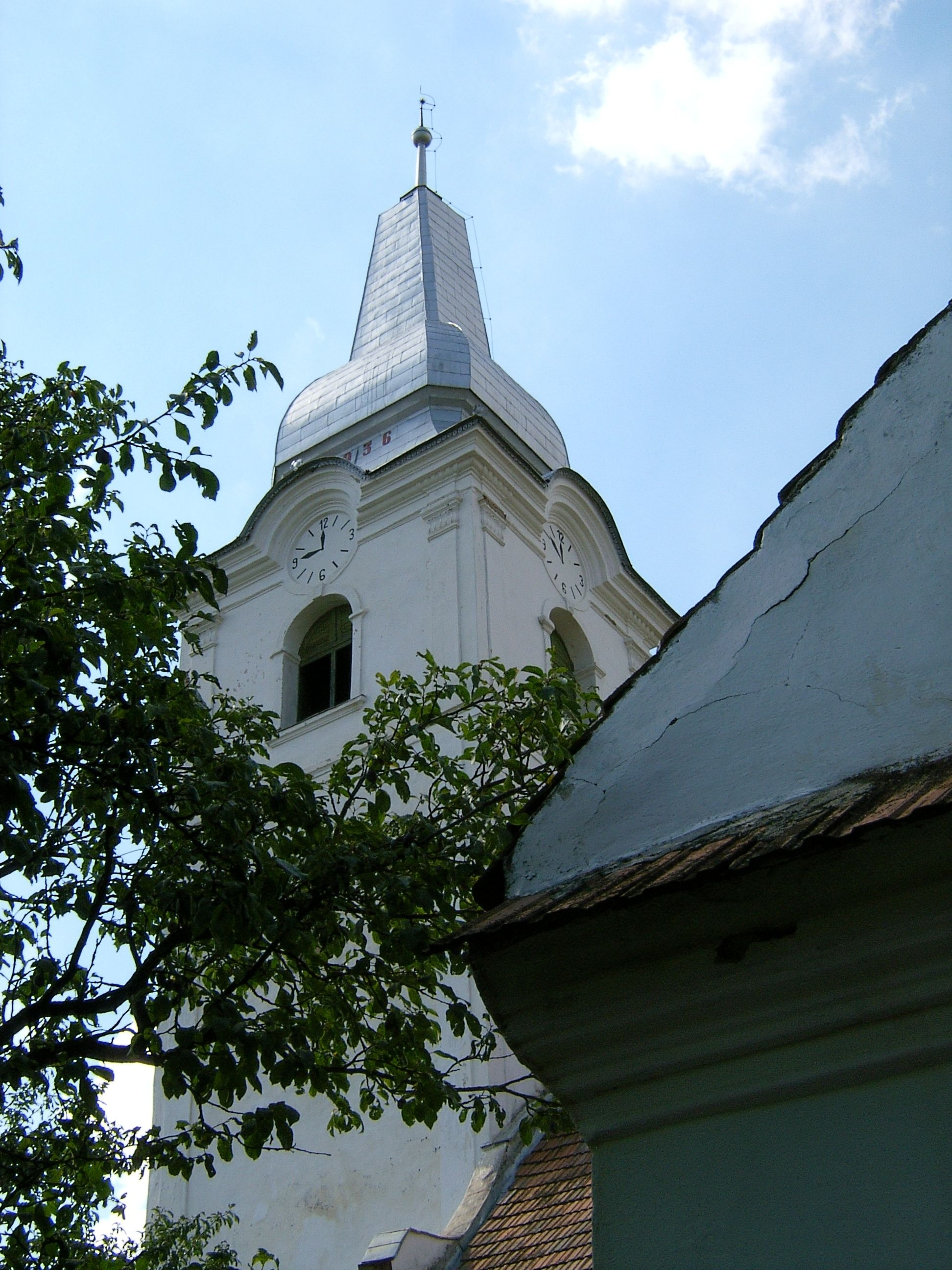
Bágyon unitárius temploma
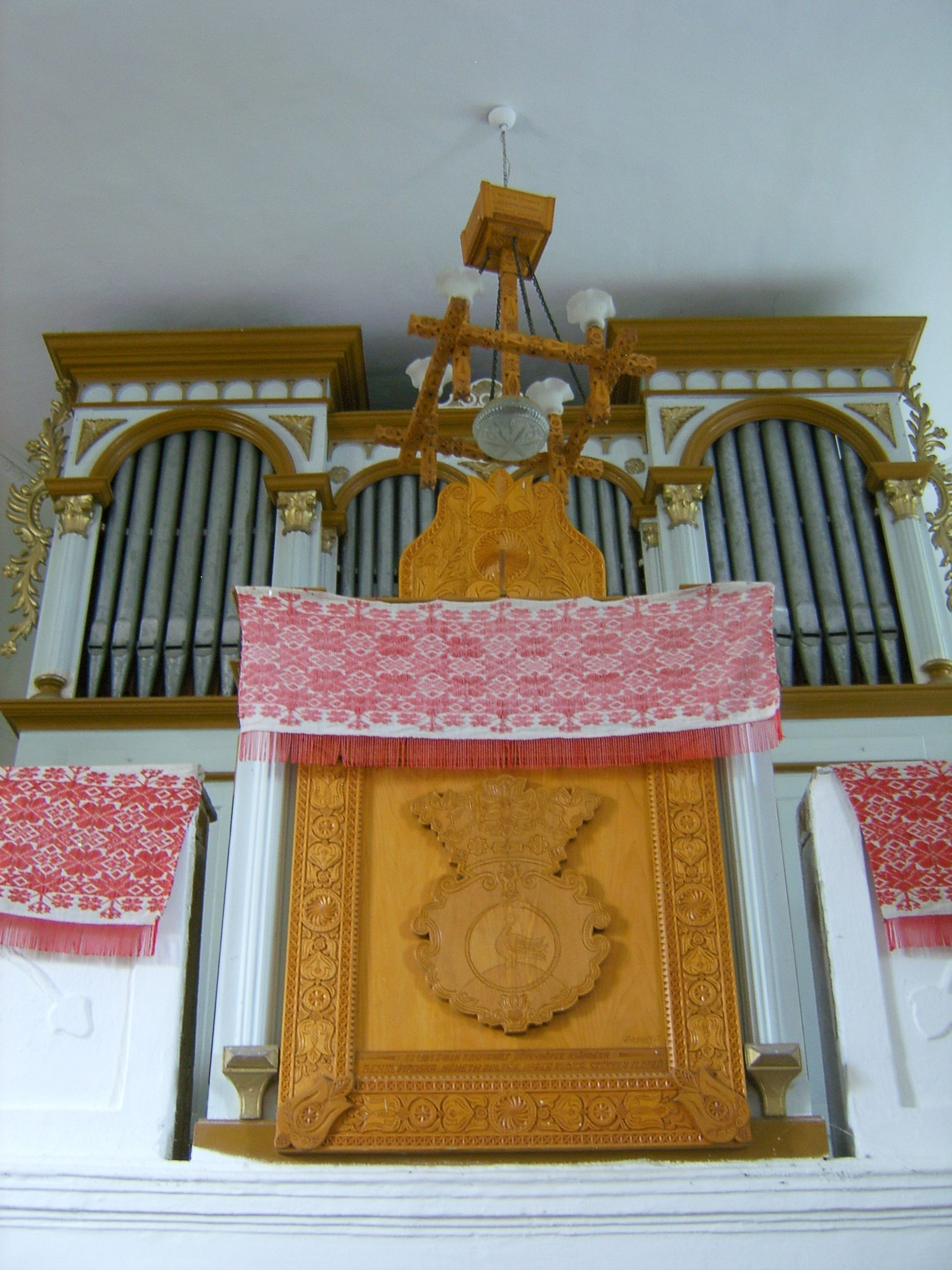
Bágyoni unitárius templom orgonája
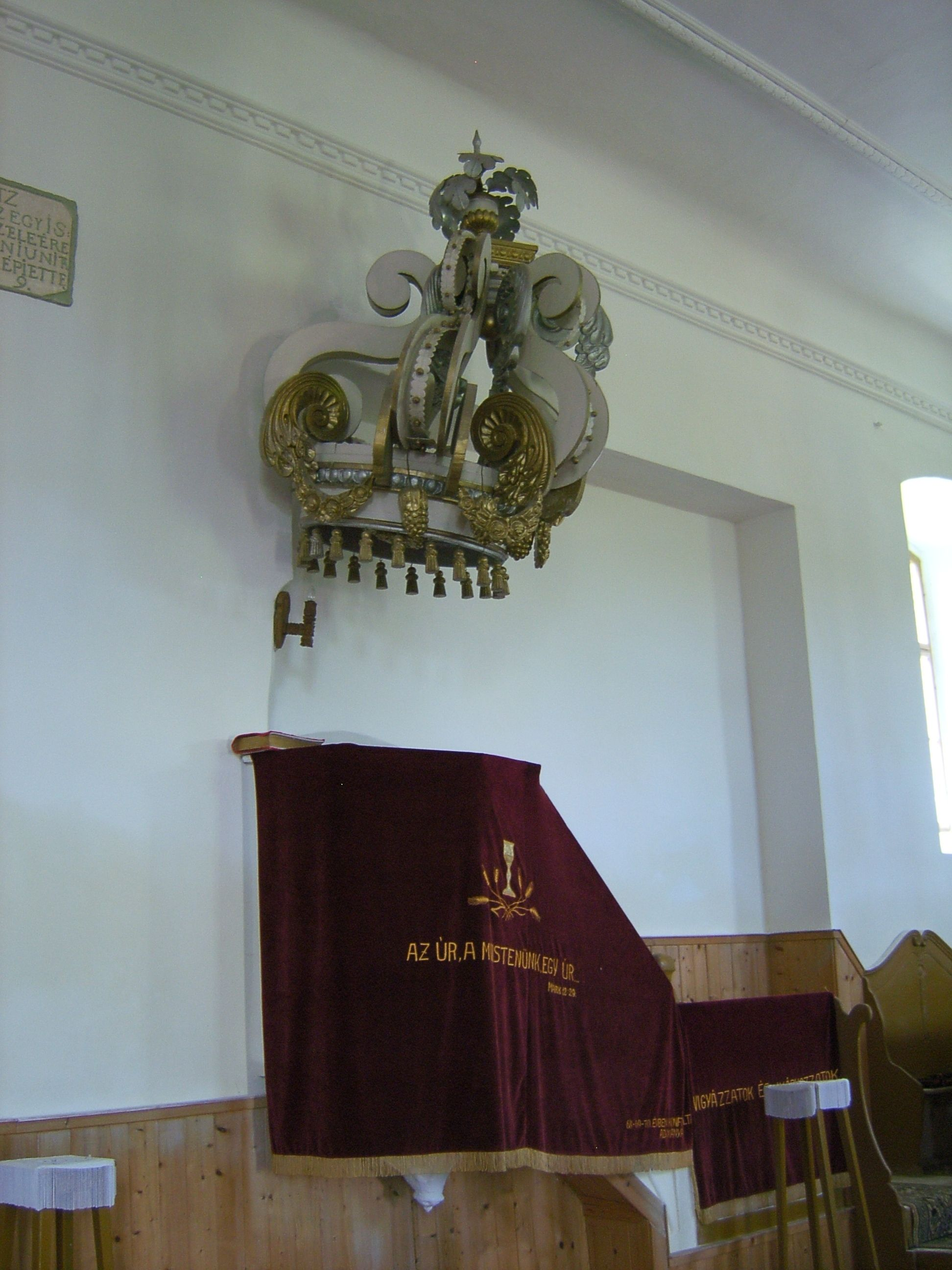
Bágyoni unitárius templom szószéke